# Sander A. Diamond
Sander A. Diamond (* 25. November 1942 in New York City; † 3. Juli 2018) war ein US-amerikanischer Historiker mit Schwerpunkt in deutscher Geschichte, speziell in den Weltkriegs- und Holocaustjahren.

## Leben
Sander A. Diamond wurde 1942 in der New Yorker Bronx geboren und studierte an der State University of New York, machte in New Paltz (New York) seinen B.A. sowie seinen M.A. in Binghamton (New York), wo er 1971 über das Thema „Germany and the Bund movement in the United States, 1923-1938“ promovierte. 1976/77 war er Gastprofessor an den Hobart and William Smith Colleges in Geneva (New York), 1977 an der New Yorker State University.
Seit 1968 war Diamond am Keuka College im Bundesstaat New York tätig und war dort als Professor für Geschichte Leiter der Philosophischen Abteilung. 1997 wurde er von seinen amerikanischen Kollegen zum „Professor des Jahres“ gewählt.
Sander Diamond beschäftigte sich in seinen Publikationen schwerpunktmäßig mit der Zeit des Nationalsozialismus. Sein Erstlingswerk „The Nazi Movement in the United States, 1924-1941“ (1974) wurde für den Pulitzer-Preis in Geschichte nominiert. Diamond veröffentlichte auch fiktionale Werke, die in der NS-Zeit angesiedelt sind, so den Roman „Starik“ (1988, zusammen mit Jeff Rovin) und „The German Table: The Education of a Nation“ (1998).
Diamond war auch publizistisch tätig und veröffentlicht regelmäßig Kommentare in Zeitungen und Zeitschriften wie Newsday, The Los Angeles Times und dem Rochester Democrat & Chronicle.
Er lebte am Keuka Lake, einem der Finger Lakes in Central New York, und starb am 3. Juli 2018, kurz nachdem er sich nach 50 Jahren als College Professor zur Ruhe gesetzt hatte.
Seine Frau Susan Lee Diamond unterstützte ihn in seiner Arbeit und Diamond widmete ihr zum Dank sein Werk „The Nazi Movement in the United States 1924-1941“.

## Veröffentlichungen (Auswahl)
- The Nazi Movement in the United States, 1924-1941. Ithaca (NY): Cornell University Press, 1974.
- Zur Typologie der amerikadeutschen NS-Bewegung. In: Vierteljahrshefte für Zeitgeschichte 23:3 (1975), S. 271–296. (PDF)
- Ein Amerikaner in Berlin. Aus den Papieren des Botschafters Alanson B. Houghton 1922-1925. In: Vierteljahrshefte für Zeitgeschichte 27:3 (1979), S. 431–470. (PDF)
- Albert Speer, „des Teufels Architekt“. In: Frankfurter Hefte 39:8 (1984), S. 52–61. (mit Ernst Günther Riemschneider)
- Herr Hitler. Amerikas Diplomaten, Washington und der Untergang Weimars. Düsseldorf: Droste, 1985.
- Starik New York (NY): Dutton, 1988. (mit Jeff Rovin)
- The Red Arrow. New York (NY): Dutton, 1990. (mit Jeff Rovin)
- The German Table: The Education of a Nation. Sarasota (FL): Disc-Us Books, 1998.